# Фрідріх-Карл Рабе фон Паппенгайм
Фрідріх-Карл Макс Георг Рабе фон Паппенгайм (нім. Friedrich-Carl Max Georg Rabe von Pappenheim; 5 жовтня 1894, Мюнстер — 9 червня 1977, Гамм) — німецький офіцер і дипломат, генерал-лейтенант вермахту. Кавалер Лицарського хреста Залізного хреста.

## Біографія
Виходець із давнього вестфальського роду. Син генерал-майор Прусської армії Вальтера Рабе фон Паппенгайма (1862–1941) і його дружини Шарлотти, уродженої фон Віцендорфф (1868–1935). 2 серпня 1914 року поступив на службу в армію. Учасник Першої світової війни. За бойові заслуги відзначений численними нагородами. Після демобілізації армії залишений у рейхсвері.
1 листопада 1933 року переведений в Імперське військове міністерство 1-м офіцером Генштабу групи аташе армійського відділу, потім — у відділі іноземних армій. З 1 жовтня 1937 року — військовий аташе в Брюсселі і Гаазі. З жовтня 1940 року — командир 463-го піхотного полку. З жовтня 1941 по 8 жовтня 1943 року — військовий аташе в Будапешті, після чого відправлений у резерв ОКГ і пройшов курс командира дивізії. З 13 грудня 1943 по 17 квітня 1945 року — командир 97-ї єгерської дивізії. 
8 травня взятий в полон американськими військами, 1 червня переданий радянській владі. В жовтні 1955 року звільнений і повернувся в Німеччину. В 1956 році поступив на державну службу. 1 жовтня 1967 року вийшов на пенсію.

## Сім'я
10 березня 1920 року одружився з баронесою Гільдегард фон дер Рекке-Юнтроп (1897–1973). В шлюбі народились сини Гюнтер (грудень 1920) і Буркгард (серпень 1931).

## Звання
- Фанен-юнкер (2 серпня 1914)
- Фанен-юнкер-унтер-офіцер (20 жовтня 1914)
- Фенріх (24 грудня 1914)
- Лейтенант (26 квітня 1915)
- Обер-лейтенант (1 вересня 1923)
- Ротмістр (1 квітня 1928)
- Майор (1 лютого 1935)
- Оберст-лейтенант (1 січня 1938)
- Оберст (1 листопада 1940)
- Генерал-майор (8 серпня 1943)
- Генерал-лейтенант (1 липня 1944)

## Нагороди
- Залізний хрест
  - 2-го класу (12 січня 1915)
  - 1-го класу (19 квітня 1917)
- Військовий Хрест Фрідріха-Августа (Ольденбург)
  - 2-го класу (28 травня 1917)
  - 1-го класу (12 червня 1917)
- Хрест «За вірну службу» (Шаумбург-Ліппе)
- Німецький імперський спортивний знак в сріблі (31 серпня 1931)
- Почесний хрест ветерана війни з мечами
- Медаль «За вислугу років у Вермахті» 4-го, 3-го, 2-го і 1-го класу (25 років)
- Орден Білої троянди (Фінляндія), лицарський 1-го класу (6 вересня 1937)
- Орден Орлиного хреста 3-го класу (Естонія) (30 жовтня 1937)
- Орден Корони Італії, офіцерський хрест (26 листопада 1937)
- Орден Білого орла (Сербія), офіцерський хрест (20 січня 1938)
- Орден Вази, командорський хрест (Швеція) (17 лютого 1938)
- Орден Оранських-Нассау, офіцерських хрест (Нідерланди) (19 лютого 1938)
- Застібка до Залізного хреста
  - 2-го класу (17 червня 1940)
  - 1-го класу (10 квітня 1941)
- Відзначений у Вермахтберіхт (22 фютого 1944)
- Німецький хрест в золоті (8 листопада 1944)
- Лицарський хрест Залізного хреста (30 квітня 1945)